# سفارت آفریقای جنوبی در مسکو
سفارت آفریقای جنوبی در مسکو (به لاتین: Embassy of South Africa) یک منطقهٔ مسکونی و نمایندگی سیاسی این کشور در روسیه است که در مسکو واقع شده‌است.